# Leptynoma phantasma
Leptynoma phantasma är en tvåvingeart som beskrevs av Elisabeth K. Stuckenberg 1996. Leptynoma phantasma ingår i släktet Leptynoma och familjen Vermileonidae.
Artens utbredningsområde är Namibia. Inga underarter finns listade i Catalogue of Life.